# Calophya triangula
Calophya triangula är en insektsart som beskrevs av Yang 1984. Calophya triangula ingår i släktet Calophya och familjen Calophyidae. Inga underarter finns listade i Catalogue of Life.